# 독립문
서울 독립문(서울 獨立門, 영어: Dongnimmun Arch, Seoul)은 조선과 대한제국의 독립을 기념하기 위해 1896년부터 1898년 사이에 영은문 주초 부근에 서재필과 독립협회의 주도로 세워진 뒤, 1963년에 대한민국의 사적 제32호로 지정된 건축물이다. 현재의 위치는 1979년 성산대로 공사 과정에서 영은문 주초와 함께 대한민국 서울특별시 서대문구 독립근린공원 내로 자리를 옮긴 것이다.

## 배경
개화파의 지식인 서재필은 청일전쟁 후 1895년 시모노세키 조약에 따라 조선이 청나라로부터 벗어나 완전한 자주독립국이 되었음에도 그 사실을 외국인들은 물론 조선 국민들조차도 널리 인식하지 못하는 상황을 극복하기 위해, 과거 청나라 사신을 맞이하던 영은문을 철거한 자리에 독립의 상징으로서 독립문과 독립공원을 세운다는 계획을 세우고 이를 이행할 단체로서 독립협회를 창립하였다. 이러한 서재필의 제안은 당시 내외의 압력에 직면하고 있던 조선 정부의 이해관계에도 부합하는 것이었으며, 이에 따라 조선 정부 및 뒤이은 대한제국 정부는 독립문의 건축에 많은 후원을 하게 되었다.

### 독립문에 관한 서재필의 논설
서재필은 그가 발행한 독립신문의 1896년 6월 20일자 국문본 논설에서 독립문 창건의 취지를 처음 본격적으로 제안하였는데, 그 내용은 주로 청나라로부터의 독립과 연관지어 설명되고 있으므로, 독립문의 취지는 일본제국이 아닌 중국으로부터의 독립을 의미하는 것으로 이해되고 있다.
조선 인민이 독립이라 하는 것을 모르는 까닭에 외국 사람들이 조선을 업신 여겨도 분한 줄을 모르고 조선대군주 폐하께서 청국 임금에게 해마다 사신을 보내서 책력을 타 오시며 공문에 청국 연호를 쓰고 조선 인민은 청국에 속한 사람들로 알면서도 몇 백 년을 원수 갚을 생각은 아니 하고 속국인 체 하고 있었으니 그 약한 마음을 생각 하면 어찌 불쌍한 인생들이 아니리요 백성이 높아지려면 나라가 높아져야 하는 법이요 나라와 백성이 높으려면 그 나라임금이 남의 나라 임금과 동등이 되서야 하는데 조선 신민들은 말로 임금께 충성이 있어야 한다고 하되 실상은 임금과 나라 사랑 하는 마음이 자기의 몸 사랑하는 것만 못한 까닭에 몇 백 년을 조선대군주 폐하께서 청국 임금 보다 나진 위에 계셨으되 그 밑에서 벼슬하든 신하들과 백성들이 한 번도 그것을 분히 여기는 생각이 없어 조선대군주 폐하를 청국과 타국 임금과 동등이 되시게 한 번을 못하여 보고 삼년 전 까지 끄어러 오다가 하나님이 조선을 불쌍히 여기셔서 일본과 청국이 싸움이 된 까닭에 조선이 독립국이 되어 지금은 조선 대군주 폐하께서 세계 각국 제왕들과 동등이 되시고 그런 까닭에 조선 인민도 세계 각국 인민들과 동등이 되었는지라 이 일을 비교 하여 볼진대 남의 종이 되었다가 종 문서를 물은 셈이니 이것을 생각하거드면 개국 한지 오백여 년에 제일 되는 경사라 … 근일에 들으니 모화관에 이왕 연주문 있던 자리에다가 새로 문을 세우되 그문 이름은 독립문이라 하고 새로 문을 그 자리에다 세우는 뜻은 세계 만국에 조선이 아주 독립국이라 표를 보이자는 뜻이요 이왕에 거기 섰던 연주문은 조선 사기에 제일 수치 되는 일인즉 그 수치를 씻으라면 다만 그문만 헐어 버릴 뿐이 아니라 그문 섰던 자리에 독립문을 세우는 것이 다만 이왕 수치를 씻을 뿐이 아니라 새로 독립하는 주추를 세우는 것이니 우리가 듣기에 이렇게 기쁘고 경사로운 마음이 있을 때에야 하물며 조선 신민들이야 오직 즐거우리요 남의 나라에서들은 승전을 한다든지 국가에 큰 경사가 있다든지 하면 그 자리에 높은 문을 짓는다든지 비를 세우는 풍속이라 그문과 그 비를 보고 인민이 자기 나라에 권리와 명예와 영광과 위엄을 생각 하고 더 튼튼히 길러 후생들이 이것을 잊어 버리지 않게 하자는 뜻이요 또 외국 사람들에게도 그 나라 인민의 애국 하는 마음을 보이자는 표라 …
 — 독립신문 국문본 1896년 6월 20일자 1면 1단 논설 번역문

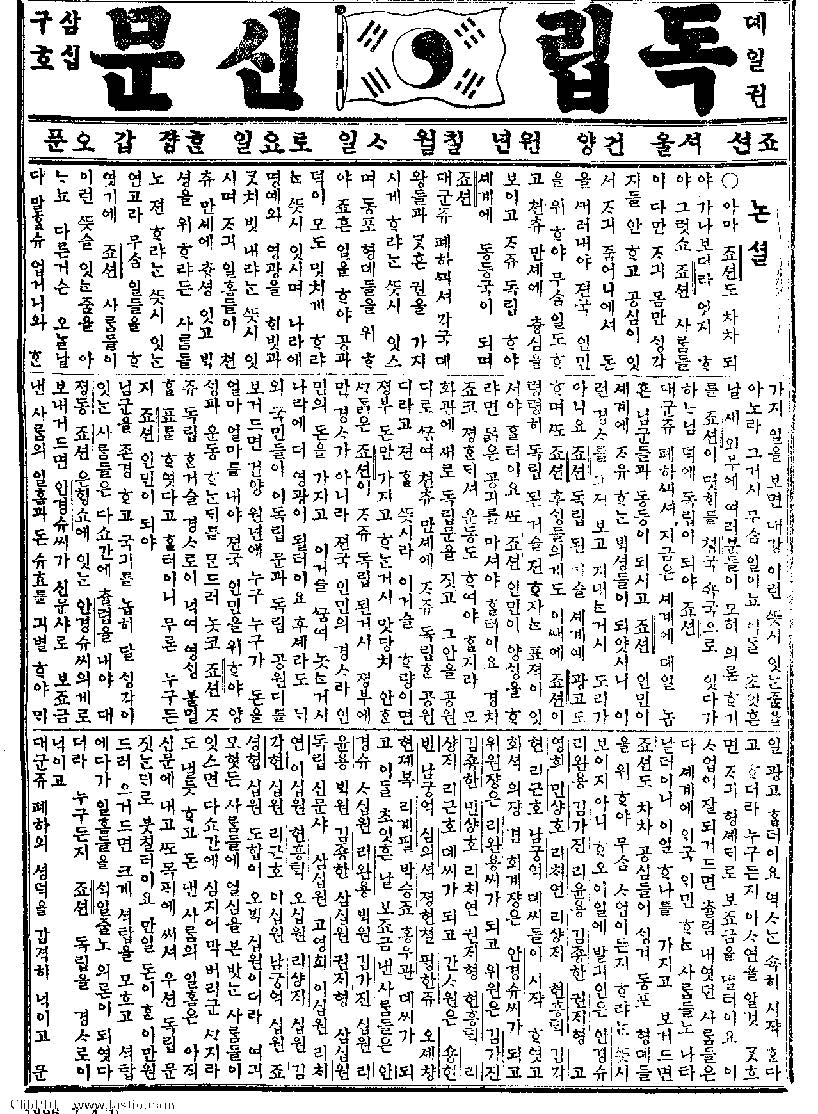
1896년 7월 4일에 발행된 《독립신문》 1면.

마찬가지로 독립신문의 1896년 7월 4일자 국문본 논설에서, 서재필은 독립문 및 독립공원의 취지를 청나라로부터의 독립과 연관지어 설명하고 있다.
… 조선이 몇 해를 청국 속국으로 있다가 하나님 덕에 독립이 되어 조선대군주 폐하께서 지금은 세계에 제일 높은 임금들과 동등이 되시고 조선 인민이 세계에 자유 하는 백성들이 되었으니 이런 경사를 그저 보고 지내는 것이 도리가 아니요 조선 독립 된 것을 세계에 광고도 하며 또 조선 후생들에게도 이 때에 조선이 영령히 독립 된 것을 전 하자는 표적이 있어야 할 터이요 또 조선 인민이 양생을 하려면 맑은 공기를 마셔야 할 터이요 경치 좋고 정한데서 운동도 하여야 할지라 모화관에 새로 독립문을 짓고 그 안을 공원지로 꾸머 천추 만세에 자주 독립한 공원지라고 전 할 뜻이라 …
 — 독립신문 국문본 1896년 7월 4일자 1면 1단 논설 번역문
다만 1896년 6월 20일 간행된 독립신문의 영문본에서 서재필은 독립문의 의미를 단지 청나라로부터의 독립에 국한되는 것이 아니라, 사기, 부패와 속임수의 시스템을 극복하는 것은 물론, 일본·러시아 및 유럽 열강으로부터의 독립까지도 뜻하는 것으로 서술하고 있다.
The croakers may croak and the pessimists may growl and the independence of Korea may be treated as a joke by those who can see nothing but the fact that His Majesty is still enjoying the hospitality of the Russian legation but they all argue from their fears and not from either present facts or future probabilities. Today we rejoice in the fact that the King has decided to erect upon the ruins of the arch outside the West Gate, a new one to be entitled Independence Arch. 독립문. We do not know as its inscription will be written in on-mun but we wish it might. For centuries the arch stood there as a constant insult to the autonomy of Korea, an autonomy which China always hastened to assert when called upon to stand responsible for any tremble in the peninsula but which site always denied when it was safe to do so. She denied it once too many times and now her "suzerainty" is where the old arch is, namely op-so. And now an arch is to be raised on the same spot to stand forever as a negation of Manchu dominance to show that Korea is once and for all cut off from the blighting influence of Chinese patronage; cut off, we hope, also from the system of fraud, corruption and trickery which today makes that most populous empire the laughing-stock of the world. This arch means independence not from China alone but from Japan from Russia and from all European powers. …
 — 독립신문 영문본 1896년 6월 20일자 1면 1단 Editorial 원문

## 건축

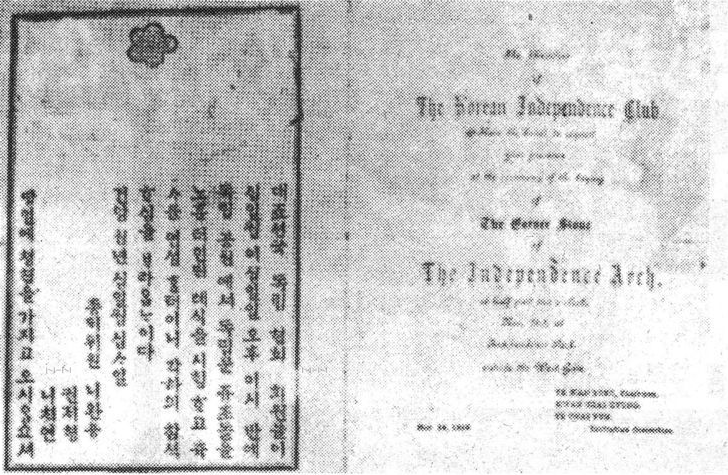
1896년 11월 21일자 독립문 기공식 초정장.

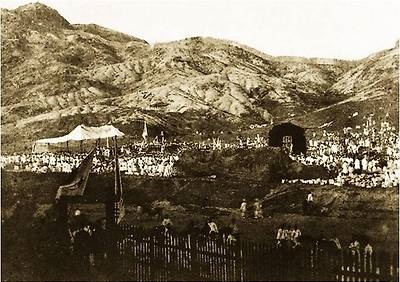
독립문 기공식 전경.

독립문은 프랑스 파리의 에투알 개선문을 본떠 만들어진 것으로, 정부의 지원 및 각계의 조선 국민들로부터 광범위한 지원을 받아 1896년 11월 21일 기공식을 열었다. 1898년 1월에 준공된 것으로 알려져 있다. 독립공원은 자금력의 한계로 인해 원래의 계획대로 크게 개설되지는 못하였다. 설계는 외국인이 맡았으나, 건축과정은 한국인 기사 심의석이 담당하였다. 독립문은 화강석을 쌓은 형태로 이루어져 있으며, 내부에 정상으로 이어지는 계단이 있다. 독립문의 가운데 이맛돌에는 조선왕조의 상징인 오얏꽃무늬가 새겨져 있다. 그 위의 앞뒤에는 한글과 한자로 '독립문'이라는 글씨와 태극기가 새겨져 있다.

## 사적 지정과 이전
독립문에 관한 일제강점기의 기록물은 거의 남아있지 않은데, 이는 일본제국의 검열에 의한 것으로 추측된다. 일본제국은 통치 초기에 독립문을 청일전쟁에서의 일본의 승리, 내선일체의 상징 등으로 활용하고자 문화재로 지정하고 수리하였으나, 오히려 3·1 운동 과정에서 독립문에 새겨진 태극기가 독립운동의 상징으로서 큰 역할을 하게 되었다. 이에 독립문은 검열의 대상이 되었으나, 주로 외국에서의 독립운동에서 중요한 상징으로 활용된 것으로 알려져 있다. 광복 이후 독립문은 독립협회의 회원이었던 이승만 대통령의 주도 하에 독립의 상징으로 적극 활용되었다. 예를 들어 1954년부터 사용된 대한민국의 100환 지폐의 뒷면에는 독립문이 인쇄되어 있었다. 1963년 1월 21일에는 대한민국의 사적 제32호로 지정되었으며, 1979년에는 성산대로를 건축하는 과정에서 해체되어 영은문 주초와 함께 약 70m가 이전되었다.

## 논란

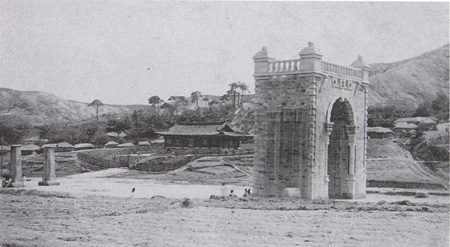
건립 초기의 독립문(오른쪽), 헐린 영은문 기초(왼쪽)과 독립관(가운데)

- 독립문의 현판 글씨를 이완용이 쓴 것이라는 주장과, 김가진의 것이라는 주장이 대립되고 있다. 이완용이 쓴 것이라는 주장의 근거는 이완용이 초기 독립협회의 활동이 밀접하게 관여하였으며, 1924년 동아일보 기사에 이완용이 독립문 현판을 썼다는 풍문이 실려있다는 것이다. 김가진이 쓴 것이라는 주장의 근거는 김가진 역시 독립협회의 활동에 밀접하게 관여하였고, 김가진의 글씨체가 독립문 현판의 서체와 유사하다는 것이다. 현재 김가진의 후손들은 후자의 논거를 근거로 독립문 현판의 글씨를 김가진이 쓴 것이라고 주장하나, 관련된 자료가 전혀 남아있지 않아 그 진위는 불명으로 남아있다.[5]

- 서재필은 그의 자서전에서 독립문을 설계한 사람이 독일공사관에 근무한 스위스인 기사라고만 설명하였는데,[3] 2009년에 들어 일부 러시아 사학자들은 독립문의 설계자가 아파나시 세레딘사바틴이라는 우크라이나계 러시아인이라고 주장하고 있다. 그러나 그 주장의 근거는 사바틴이 스위스 등 여러 국가의 혈통을 물려받은 국제인이라는 것뿐이다.[13] 문화재청 학예연구사에 따르면, 2020년대까지도 사바틴은 명성황후의 시해를 목격한 외국인으로서의 행적이 널리 알려져 있을 뿐이고, 경복궁 관문각과 러시아 공사관에 대해서만 관여가 확실하게 확인될 뿐이다. 그 밖에 사바틴이 독립문 설계에 관여하였다는 사실은 확인된 바 없다.[14]

## 같이 보기
- 개화파
- 청일 전쟁
- 시모노세키 조약
- 영은문
- 영은문 주초
- 서대문 형무소
- 서대문 독립공원
- 독립협회
- 갑신정변
- 갑오경장
- 서재필
- 심의석